# Slogtjärnen (Järna socken, Dalarna)
Slogtjärnen är en sjö i Vansbro kommun i Dalarna och ingår i Dalälvens huvudavrinningsområde.